# Abra had abra
Abra had abra var ett tv-program som sändes på ZTV åren 1996-1997. Programledare var Catarina Eriksson.

## Beskrivning
I programmet presenterades musikvideor. Fokus låg på techno, men även Electronic body music och Futurepop spelades i programmet.